# Ángel Pariente
Ángel Pariente (Gijón, Asturias, 5 de abril de 1937-Madrid, 27 de marzo de 2017) fue un poeta español. Su nombre completo era Ángel Manuel Aragón Pariente. 
En 1972 fundó en Madrid Ediciones Júcar, para las que dirigió, con el nombre de Manuel Aragón, las colecciones ‘Los Poetas’ y ‘Biblioteca de Traductores’. Es autor de los libros de poemas También a mí me gusta la bella música (1967) y Este error (1968), de carácter crítico. Posteriormente publicó Ser alguna vez (1981), en el que, sirviéndose de un gran número de símbolos y de elementos irracionales, reafirma su actitud ética y comprometida, y Los sueños (1989), donde se mueve entre la desazón y la desesperanza. Oscuro corazón de la llama (1996) y Albergue a cualquier hora (2006), antología que recoge la casi totalidad de su obra poética, son sus últimos libros. 
Entre sus ensayos destacan Antología de la poesía culterana (1981), Góngora (edición y comentarios, 1987) y Razonado desorden (textos surrealistas, 1991). Su Diccionario bibliográfico de la poesía española del siglo XX (2003) obtuvo el Premio Nacional  de Bibliografía de la Biblioteca Nacional de España 2002 y está disponible en Internet.

## Obras (Poesía)
- También a mí me gusta la bella música, Barcelona, Cuadernos de El Bardo, 1967.
- Este error, Barcelona, Colección El Bardo, 1968.
- Ser alguna vez, Sevilla, Renacimiento, 1981.
- Los sueños, Málaga, Plaza de la Marina, 1989.
- Oscuro corazón de la llama, Huelva, Colección Juan Ramón Jiménez, 1996.
- Albergue a cualquier hora (Antología poética 1966-2004), Sevilla, Renacimiento, 2006 (Prólogo de Arturo Ramoneda)
- De provincia, Sevilla, Renacimiento, 2010.

## Obras (Traducciones)
- Isidoro Ducasse,  Poesías, Sevilla, Renacimiento, 1998 (Traducción, prólogo y notas).
- Conde de Lautréamont, Los cantos de Maldoror, Valencia, Editorial Pre-Textos, 2000 (2ª edic. corregida 2004) (Traducción, prólogo y notas).

## Obras (Ensayos y ediciones)
- Antología de la poesía culterana,  Madrid, Ediciones Júcar, 1981.
- Góngora, Madrid, Ediciones Júcar, 1982.
- Antología de la poesía surrealista (en lengua española), Madrid, Ediciones Júcar, 1985.
- En torno a Góngora, Madrid, Ediciones Júcar, 1986.
- Razonado desorden (Textos surrealistas), Córdoba, Fundación Cultura y Progreso, 1991.
- Diccionario temático del surrealismo, Madrid, Alianza Editorial, 1996.
- Diccionario bibliográfico de la poesía española del siglo XX, Sevilla, Renacimiento, 2003 (Premio de Bibliografía 2002 de la Biblioteca Nacional).
- Razonado desorden (Textos y declaraciones surrealistas, 1924/1939), Pepitas de Calabaza, Logroño, 2008. ISBN 978-84-936367-4-6
- Repertorio de ideas del Surrealismo (de 1919 a 1970), Pepitas de Calabaza, Logroño, 2014.ISBN 978-84-15862-19-2